# Bataille d'Albert (1916)
Pour les articles homonymes, voir Bataille d'Albert.
Première Guerre mondiale
Batailles
Bataille de la Somme
- Albert
- Crête de Bazentin
- Bois Delville
- Pozières
- Guillemont (en)
- Ginchy
- Flers-Courcelette
- Morval
- Crête de Thiepval
- Le Transloy
- Hauteurs de l'Ancre

La bataille d'Albert est le nom donné par les Britanniques aux opérations militaires qui se déroulèrent du 1er au 13 juillet 1916 au tout début de la Bataille de la Somme aux alentours de la ville d'Albert à une trentaine de kilomètres au nord-est d'Amiens.

## Contexte historique
Le front occidental était stable depuis décembre 1914, à la suite de la course à la mer. Les combats de 1915 d'Artois et de Champagne n'avaient pas fait bouger les lignes. Le front de la Somme était un secteur relativement calme.
Le général Joffre, commandant en chef des armées françaises avait décidé en concertation avec l'état-major britannique de mettre sur pied une grande offensive sur la Somme au printemps 1916. Le déclenchement de la Bataille de Verdun ayant contrarié ses plans, l'offensive fut repoussée au 1er juillet 1916, les Britanniques devant fournir désormais l'effort principal.

## Déroulement
L'armée britannique tenait les positions au nord de la Somme. Le 24 juin 1916, débutèrent les bombardements de l'artillerie britanniques sur les positions allemandes. Le déluge d'obus devait selon les prévisions de l'état-major britannique, détruire les positions et l'armement lourd allemands.
L'offensive proprement dite débuta le 1er juillet 1916, à 7 h 28, par l'explosion d'une mine de sape à La Boisselle. Ce fut le signal de l'attaque pour les troupes britanniques. Le premier jour de l'offensive fut catastrophique pour l'armée britannique : près de 60 000 hommes furent mis hors de combat.
Au nord de la route reliant Albert à Bapaume, dont l'armée britannique devait s'assurer le contrôle, l'attaque britannique échoua complètement, le général Douglas Haig commandant en chef des troupes britanniques dut revoir ses plans. Il décida de concentrer ses prochaines attaques au sud de cette route. Les troupes britanniques en coordination avec le 20e corps d'armée français arrivèrent à atteindre leurs objectifs, la prise des villages  de Montauban-de-Picardie et de Mametz.
Malgré les pertes humaines considérable, les Britanniques parvinrent cependant à reprendre les villages de La Boisselle, Contalmaison, Ovillers, dans la première quinzaine du mois de juillet 1916.  
La 4e armée du lieutenant-général Henry Rawlinson, responsable de l'ensemble du secteur britannique le 1er juillet, fut remplacée dans le secteur nord à l'armée de Réserve (la future 5earmée britannique) du lieutenant-général Hubert Gough.
Les troupes britanniques restèrent bloquées sur la première ligne de défense allemande. Elles furent confrontées à une ligne complète de défenses qui s'étendait le long de la crête de Thiepval dans le nord de cette zone, aux villages de Guillemont et Ginchy au sud. La deuxième position allemande était située le long de la crête de Bazentin, passant par les villages de Bazentin-le-Petit, Bazentin-le-Grand et Longueval à côté duquel se trouvait le bois Delville. Ces villages devinrent les objectifs d'une nouvelle offensive britannique.

## Pour approfondir